# Shinty

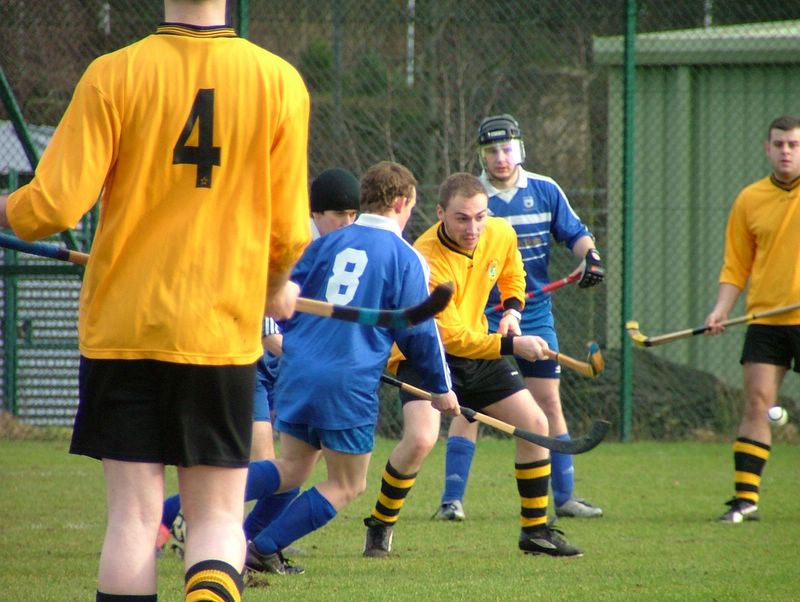
Ein Shinty-Spiel

Shinty (auch shinny, shinney, schottisch-gälisch camanachd) ist ein alter keltischer Sport aus Schottland, welcher mit Schlägern und einem Ball gespielt wird und als ein Vorläufer des Hockey und des Eishockey gilt.

## Das Spiel
Ziel des Spieles ist es, einen kleinen Ball in ein Tor (oder Hail) zu bekommen, das am Ende eines 120 bis 160 Yard langen Feldes steht. Der Ball wird mit dem caman gespielt, einem Schläger von etwa einem Meter Länge.
Ein Team besteht aus zwölf Spielern: einem Torhüter, zwei Verteidigern und neun Angreifern. Das Spiel wird in zwei Halbzeiten von je 45 Minuten Länge gespielt. Abgesehen vom Torhüter darf kein Spieler den Ball mit der Hand spielen.

## Geschichte
Shinty hat seinen Ursprung im Hurling, das von Gälischen Siedlern aus Irland nach Schottland gebracht wurde, und im Bandy. In Schottland wurde bis zum 14. Jahrhundert Hurling gespielt, jedoch mit einer anderen Art von Schläger.
Heutzutage wird Shinty fast ausschließlich in den schottischen Highlands gespielt, doch war es früher auch in den Lowlands verbreitet, dort unter den Namen common/cammon (caman), cammock (nach dem schottisch-gälischen camag), knotty und vielen anderen.
Heute wird der Sport von der Camanachd Association (Comunn na Camanachd) organisiert.

## Verbreitung

### Schottland
Es gibt mehrere Ligen, die beiden obersten auf nationaler Ebene, der wichtigere Wettbewerb ist jedoch der Scottish Cup oder Camanachd Association Challenge Cup, kurz Camanachd Cup.
Dieser wurde in den letzten zwanzig Jahren von Kingussie dominiert. Ein weiterer wichtiger Club ist Newtonmore, direkt bei Kingussie. Diese beiden Clubs trafen 1984 im Pokal zum ersten Mal aufeinander. 2004 standen weder Kingussie noch Newtonmore im Finale des Camanachd Cup, sondern Inveraray und Fort William. Inveraray gewann mit 1:0.
Beinahe alle wichtigen Universitäten Schottlands haben ein Team. Bis vor einigen Jahren dominierten die Teams von Glasgow und Edinburgh, doch in den letzten Jahren gewannen auch die Robert Gordon University und die Dundee Universities Bedeutung im Kampf um die Littlejohn Vase.

## Weltweit
Shinty existiert weltweit in unterschiedlichen Varianten und Bezeichnungen. So wird die kanadische Art des Spiels, das von schottischen Siedlern in das kleine Dorf Windsor in Neuschottland gebracht wurde, dort noch häufig als Shinney bezeichnet.